# آراش-لا-فراس
آراش-لا-فراس (به فرانسوی: Arâches-la-Frasse) یک کمون در فرانسه است که در اوت سووآ واقع شده‌است. آراش-لا-فراس ۳۷٫۶۹ کیلومتر مربع مساحت دارد.